# 존 화이트 (배우)
존 화이트(John White, 1981년 6월 10일 ~ )는 캐나다의 배우이다.

## 출연 작품
- 와일드 체리 (2009)
- 아메리칸 파이 6 - 베타 하우스 (2007)
- 아메리칸 파이 5 (2006)
- 패티 햄버거 (2003)
- 하우 투 딜 (2003)
- 추수가 끝난 후에 (2001)
- 살인 게임 (1995)